# KalPa (Finse ijshockeyclub)
KalPa (Fins: Kalevan Pallo) is een Finse ijshockeyclub die uitkomt in de SM-liiga. Hun thuisbasis is de Kuopion jäähalli in Kuopio.

## Geschiedenis
KalPa werd opgericht in 1929 als KalPa Hockey Oy. De meerderheid van de aandelen van de club zijn in het bezit van NHL-spelers Sami Kapanen, Kimmo Timonen en Scott Hartnell. In 1999 degradeerde KalPa naar de Mestis, de tweede hoogste klasse in het Finse ijshockey. In 2004-05 wonnen ze dit kampioenschap en werden ze terug toegelaten tot de SM-liiga (die ondertussen een gesloten competitie werd).
In de hoogste klasse heeft KalPa twee medailles gewonnen: zilver in 1990-91 en brons in 2008-09. In 2018 wint KalPa als eerste Finse club de Spengler Cup.

## Huidige spelers
| Doelverdedigers | Doelverdedigers | Doelverdedigers  | Doelverdedigers | Doelverdedigers | Doelverdedigers    | Doelverdedigers |
| Nummer          | Nationaliteit   | Speler           | Vangt met       | Contract tot    | Geboorteplaats     |                 |
| --------------- | --------------- | ---------------- | --------------- | --------------- | ------------------ | --------------- |
| 31              | FIN             | Ari Ahonen       | L               | 2012            | Jyväskylä, Finland |                 |
| 32              | FIN             | Petteri Similä   | L               | 2011            | Oulu, Finland      |                 |
| 34              | FIN             | Aleksis Ahlqvist | L               | 2011            | Jyväskylä, Finland |                 |

| Verdedigers | Verdedigers   | Verdedigers        | Verdedigers | Verdedigers  | Verdedigers          | Verdedigers |
| Nummer      | Nationaliteit | Speler             | Schiet met  | Contract tot | Geboorteplaats       |             |
| ----------- | ------------- | ------------------ | ----------- | ------------ | -------------------- | ----------- |
| 3           | FIN           | Simo-Pekka Riikola | R           | 2012         | Joensuu, Finland     |             |
| 4           | FIN           | Janne Jalasvaara   | L           | 2011(2012)   | Oulu, Finland        |             |
| 20          | FIN           | Pasi Hirvonen      | R           | 2011 (2012)  | Vantaa, Finland      |             |
| 38          | SWE           | Adam Masuhr        | R           | 2013         | Gävle, Zweden        |             |
| 40          | FIN           | Mikko Kukkonen     | L           | 2012         | Siilinjärvi, Finland |             |
| 46          | FIN           | Jussi Timonen      | L           | 2011         | Kuopio, Finland      |             |
| 47          | FIN           | Kai Syväsalmi      | L           | 2012         | Tampere, Finland     |             |
| 48          | FIN           | Henri Laurila      | R           | 2012         | Lahti, Finland       |             |
| 80          | FIN           | Samuli Suhonen     | L           | 2011(2012)   | Kuopio, Finland      |             |

| Aanvallers | Aanvallers    | Aanvallers        | Aanvallers | Aanvallers | Aanvallers   | Aanvallers            |
| Nummer     | Nationaliteit | Speler            | Schiet met | Positie    | Contract tot | Geboorteplaats        |
| ---------- | ------------- | ----------------- | ---------- | ---------- | ------------ | --------------------- |
| 10         | FIN           | Tommi Miettinen   | L          | M          | 2012(2013)   | Kuopio, Finland       |
| 14         | SWE           | Mathias Månsson   | L          | F          | 2011         | Gävle, Zweden         |
| 15         | FIN           | Joonas Riekkinen  | L          | M          | 2012         | Varpaisjärvi, Finland |
| 18         | FIN           | Iiro Pakarinen    | R          | F          | 2012         | Suonenjoki, Finland   |
| 19         | FIN           | Tuomas Kiiskinen  | L          | F          | 2011(2012)   | Kuopio, Finland       |
| 21         | FIN           | Kalle Kerman      | L          | F          | 2011(2012)   | Kuopio, Finland       |
| 22         | FIN           | Petteri Rasi      | L          | F          | 2011         | Kuopio, Finland       |
| 23         | FIN           | Sakari Salminen   | R          | F          | 2012         | Pori, Finland         |
| 26         | FIN           | Janne Laakkonen   | L          | F          | 2012         | Kuopio, Finland       |
| 28         | FIN           | Jaakko Rissanen   | L          | M          | 2011         | Kuopio, Finland       |
| 33         | FIN           | Mikko Nuutinen    | R          | F          | 2011         | Kuopio, Finland       |
| 39         | SVK           | Róbert Petrovický | L          | M          | 2011         | Košice, Slowakije     |
| 42         | FIN           | Tommi Jokinen     | L          | F          | 2012         | Siilinjärvi, Finland  |
| 50         | FIN           | Toni Hyvärinen    | R          | F          | 2011         | Kuopio, Finland       |
| 51         | FIN           | Jarkko Malinen    | L          | M          | 2011         | Kuopio, Finland       |
| 61         | FIN           | Timo Salo         | L          | F          | 2011         | Naantali, Finland     |
| 71         | FIN           | Tapio Laakso      | L          | M          | 2011         | Rymättylä, Finland    |
| X          | FIN           | Henri Ikonen      | R          | F          | 2012(2013)   | Savonlinna, Finland   |
| 55         | CZE           | Pavel Brendl      | R          | W          |              | Opočno, Tsjechië      |